# 三菱日立ホームエレベーター
三菱日立ホームエレベーター株式会社（みつびしひたちホームエレベーター、MITSUBISHI HITACHI HOME ELEVATOR CORPORATION.）は、三菱電機と日立製作所のホームエレベーター事業を統合して2000年10月に設立された電機メーカー。本社は岐阜県美濃市楓台38（美濃テクノパーク内）。
主な業務として、ホームエレベーターや小規模共同住宅用エレベーターの開発・設計・生産・販売・取付、小型エレベーター（共同住宅用・一般ビル用）の生産などがある。

## 事業所
事業所の所在地は以下のとおり。
- 本社・工場：岐阜県美濃市楓台38 美濃テクノパーク
- 東日本支店：東京都千代田区神田東松下町45 神田金子ビル
- 中日本支店：名古屋市中村区名駅3丁目15-1 名古屋ダイヤビル2号館
- 西日本支店：大阪市淀川区西宮原1丁目8-29 テラサキ第二ビル
- 九州支店：福岡市中央区天神2丁目12-1 天神ビル

## 製品
- スイ〜とホームシリーズ（個人住宅用）[3]
- スイ〜とモアシリーズ（小規模建物用）[4]
- Rメート（小規模共同住宅用）[5] - パネル形状は三菱電機のエレベーターに近い。

## メンテナンス
公式ウェブサイトでは「当社製品のメンテナンスは、当社推奨のメンテナンス会社をおすすめします」としている。
その推奨メンテナンス会社とは三菱電機ビルソリューションズ（MEBS、旧・三菱電機ビルテクノサービス〈MELTEC〉）と日立ビルシステム（HBS）の2社のことを指す（どちらかとの契約でよい）。なお2社ともそもそもは建築物管理業として発足したエレベーターメーカーである。